# Palacio de los Vivero
El palacio de los Vivero (cuyo nombre completo es palacio de D. Alfonso Pérez de Vivero o del vizconde de Altamira) se encuentra en Valladolid en la calle de Ramón y Cajal nº 1 c/v a la calle de la Chancillería. Comprende un conjunto de tres edificios unidos: Palacio o Chancillería, archivo de la Chancillería y cárcel de la Chancillería. Estos dos fueron edificados independientemente pegados al palacio propiamente dicho. 
El inmueble goza de una gran carga histórica pues en él firmaron su compromiso matrimonial los Reyes Católicos el 18 de octubre de 1469; la ceremonia nupcial se celebró al día siguiente, el 19. A principios del siglo XVI la Corona de Castilla estableció en este palacio la sede de la Real Audiencia y Chancillería de Valladolid y, junto a ella (años más tarde), se construyó la Cárcel Vieja de Valladolid. Hasta 1962 fue sede de la Audiencia Territorial de Valladolid. Actualmente, alberga el Archivo Histórico Provincial de Valladolid. El edificio está protegido por la Declaración genérica del Decreto de 22 de abril de 1949, y la Ley 16/1985 sobre el Patrimonio Histórico Español.

## Historia
Alfonso (o Alonso) Pérez de Vivero (1394 y 1453), contador mayor del rey Juan II mandó construir en Valladolid este palacio como sus casas principales. En diciembre de 1452 fundó mayorazgo y en su texto describe todos sus bienes entre los que se encuentra el dicho palacio:

... las mis casas principales que yo tengo e hube fecho en la dicha villa de Valladolid a la puerta de San Pedro con su huerta, que han por linderos de las tres partes las calles públicas e de la otra parte la cerca de la dicha villa...
Alonso Pérez de Vivero (testamento)

Su hijo Juan Pérez de Vivero (1439-1487) heredó el mayorazgo con sus casas. Recibió el título de primer vizconde de Altamira en 1465 por voluntad del rey Enrique IV de Castilla de quien era partidario, pero un tiempo después se declaró seguidor de la causa del príncipe Alfonso y de la princesa Isabel.
En tiempos de Juan Pérez de Vivero tuvo lugar el encuentro, firma de compromiso y matrimonio de Fernando de Aragón con su prima la princesa Isabel de Castilla que serían conocidos con el tiempo como los Reyes Católicos.
El siguiente heredero fue Alfonso Pérez de Vivero (1458-1509), II vizconde de Altamira. Parece ser que su comportamiento no era muy ortodoxo e incluso fue acusado de haber asesinado a su esposa por lo que le fueron requisados muchos de sus bienes, entre otros las casas principales. Los Reyes Católicos se apropiaron del edificio en 1475 e instalaron allí la Chancillería. Alfonso no pudo recuperar este palacio hasta después de la muerte de la reina Isabel cuando tras una serie de negociaciones firmó un documento  por el que cedía dichas casas a la corona real recibiendo a cambio dos millones de maravedíes. El palacio fue la sede de la Audiencia desde 1490 hasta su desaparición en el siglo XIX
a partir de la Constitución de 1812 en que se determinó que las causas civiles y criminales debían solucionarse en los tribunales. El edificio alberga el Archivo Histórico Provincial de Valladolid.

## Descripción arquitectónica

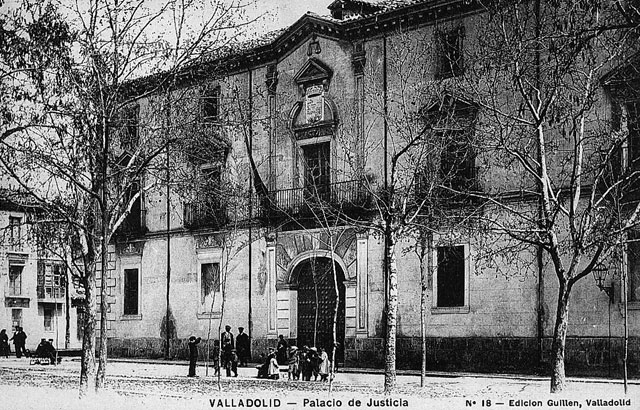
Imagen antigua del palacio de los Vivero cuando era el palacio de Justicia de Valladolid. El nuevo Palacio de Justicia de Valladolid, ubicado en la calle Angustias, fue inaugurado en 1960.

Se desconoce la exactitud de su fecha de construcción aunque por las menciones halladas en documentos del archivo se supone que data de alrededor de 1440.
Desde este siglo XV hasta el siglo XVII se vinieron haciendo modificaciones y rehabilitaciones; la última restauración se llevó a cabo en 1993.
El solar consta de un conjunto de tres edificios unidos: Palacio o Chancillería, Archivo de la Chancillería, cárcel de la Chancillería. Las casas se edificaron extramuros pero adosadas a la muralla de Valladolid y junto a la puerta de Cabezón. Era una construcción de carácter defensivo que comprendía un gran torreón que daba a la iglesia de San Pedro; tenía sus propias murallas almenadas y con garitas. Además el cuerpo principal tenía torres en las cuatro esquinas. Perdió su aspecto de fortaleza cuando el 22 de abril de 1475 los Reyes Católicos mandaron desmochar los torreones siguiendo así su política de eliminación de casas fuertes. También se derribaron las caballerizas que unían el palacio con la cerca o muralla y en su lugar se creó una ronda. Fue en este espacio donde años más tarde, en 1562, Felipe II ordenó la construcción  de un edificio que contuviera el archivo de la Chancillería. El proyecto se encargó al arquitecto Francisco de Salamanca, que diseñó un edificio sencillo con columnas dóricas en torno a un patio central. Adosado a este último se dispuso otro destinado a cárcel en estilo clasicista para presos cuyas causas tramitara el Tribunal. Su fachada presenta una falta absoluta de decoración pese a haberse terminado a finales del siglo XVII.
Interior
El palacio está construido alrededor de un patio rectangular, porticado con tres huecos en su lado más corto y cinco en el otro. Los pilares son octogonales y sobre ellos descansan las zapatas de madera. Tiene dos pisos de galerías. Los pilares de abajo son de piedra mientras que los superiores son de ladrillo enfoscado. La balaustrada es de madera. Se entra a este patio desde la fachada principal cuya puerta conduce a un zaguán que a su vez da la entrada al patio por una puerta desenfilada. Era costumbre en los palacios de esta época este tipo de entradas. Fue una moda heredada de tradición hispano-musulmana para preservar la intimidad de los propietarios y para protección de miradas ajenas. El sistema era que desde la calle se entraba al zaguán pero desde el zaguán no se apreciaba el interior aunque se mantuviera abierta la puerta del patio.
En las esquinas del rectángulo del patio hay cuatro habitaciones cuadradas. Sobre ellas se elevaron en tiempos las cuatro torres. En el patio hay una puerta renacentista con elementos goticistas que da acceso a la escalera palacial de dos tramos que conduce a la planta noble en el piso de arriba. Es una puerta de piedra con arco de medio punto entre dos pilastras renacentistas y con un remate conopial. Todo el arco está decorado con flores y en las enjutas hay dos tondos tallados también con flores y elementos vegetales.
Fachada
En el centro de la fachada principal se abre la puerta de acceso. Es de piedra con arco carpanel y sus batientes de madera claveteada son las originales. Tiene dos aldabones, uno en cada hoja. Sobre la puerta hay un amplio balcón y encima se ve el escudo de la monarquía. Más arriba la cornisa hace un quiebro en triángulo que señala el centro del edificio.
Restauraciones y modificaciones
En época del emperador Carlos hubo modificaciones cuyas obras realizó el arquitecto Luis de Vega. Existía una torre en el ángulo de la fachada con vuelta a la huerta. Tenía dos cuerpos, el primero macizo y con el escudo del emperador labrado en 1531; el segundo cuerpo actuaba de campanario de tres huecos más frontón triangular más pináculos. Se sabe cómo era por un dibujo del siglo XVIII realizado por Ventura Pérez. También en el siglo XVI se construyó una galería adosada a la fachada con arcos de medio punto y columnas toscanas.
En la restauración de 1993 se modificó la fachada dejando a la vista la piedra noble de cantería y enfoscando el resto de ladrillo. Se eliminó la decoración neoclásica de las ventanas, balcones, cornisa y portada, pero se dejó como testimonio dicha decoración en una ventana y un balcón de uno de los extremos. En el interior se tuvo sumo cuidado con el antiguo artesonado de la sala principal, la llamada «sala rica», testigo de los desposorios de los Reyes Católicos. El artesonado está decorado con pinturas de temas vegetales.

Palacio de los Vivero
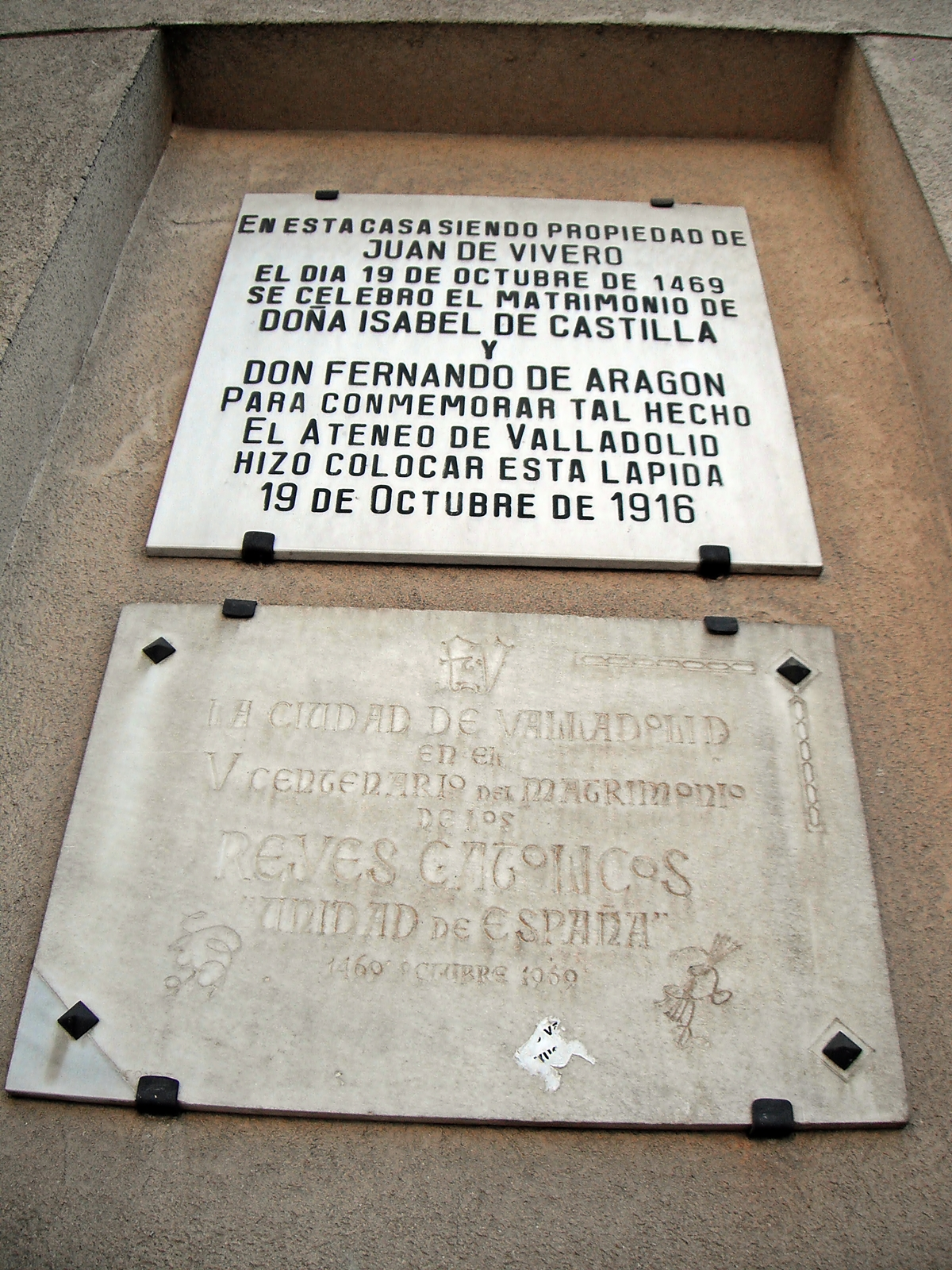
Placa conmemorativa
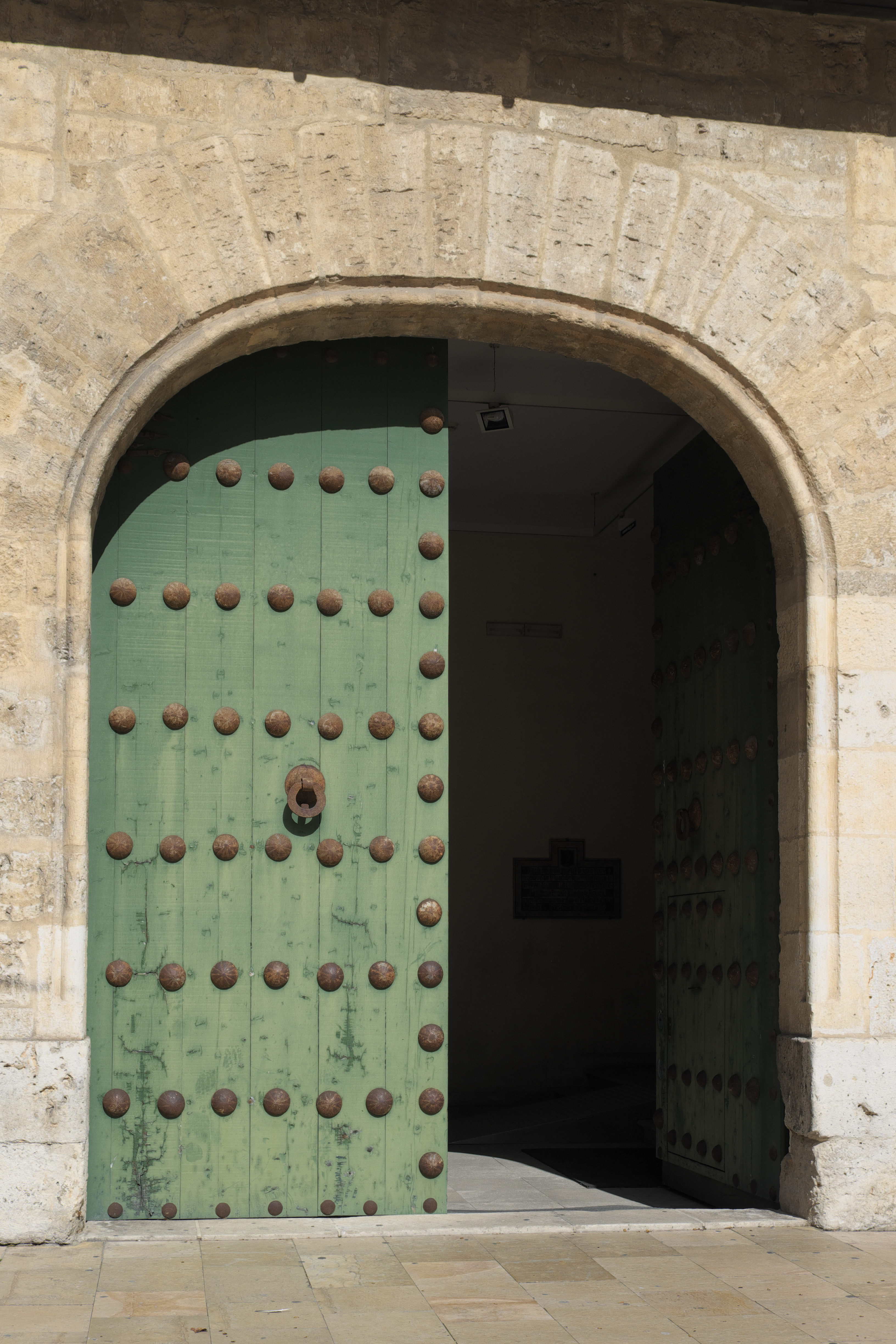
Portada desde la calle. Arco carpanel
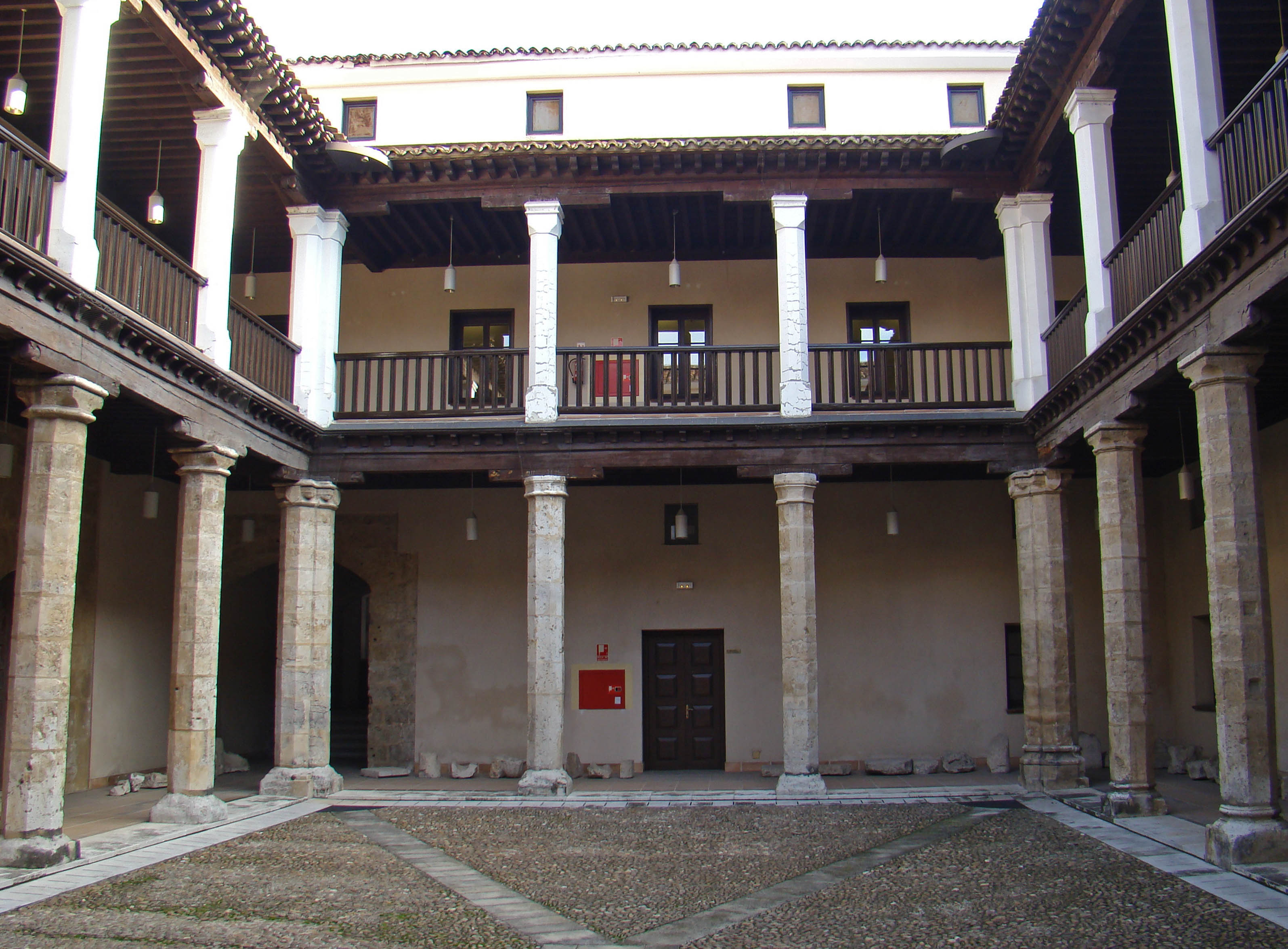
Patio del palacio
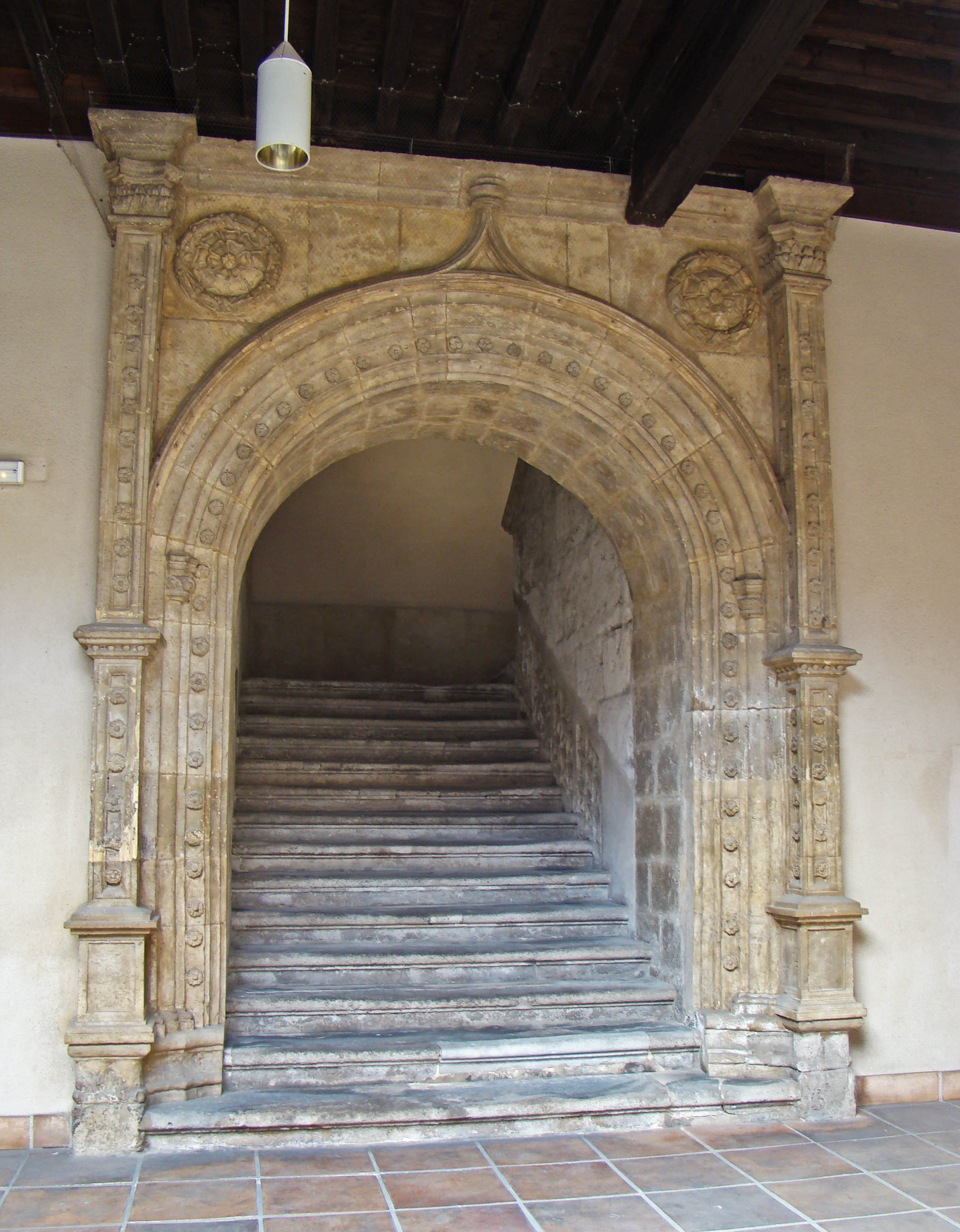
Puerta de acceso a la escalera palaciega